# قايدو وايس
قايدو وايس (بالإنجليزية: Guido Weiss)‏ هو رياضياتي أمريكي، ولد في 29 ديسمبر 1928 في ترييستي في إيطاليا.